# Fundación UNAM
Fundación UNAM (FUNAM) es una asociación civil de carácter autónomo sin fines de lucro creada en 1993 que se encarga de realizar diversos programas y proyectos a partir de actividades filantrópicas por comunidad académica y de egresados de la Universidad Autónoma de México.

## Proyectos
A lo largo de su historia ha participado en diversos programas de apoyo la docencia, la investigación y la difusión de la cultura. Apoyo para estudiantes de alto desempeño académico y bajos recursos económicos con becas de manutención; provee de apoyo nutricional; posibilita la realización de estudios en instituciones académicas del extranjero a otros destacados en su desempeño escolar; promueve brigadas de salud en comunidades del país muy necesitadas. 
La Fundación es una organización establecida en favor de las causas y objetivos de la Universidad Nacional Autónoma de México y para fortalecer su imagen como nuestra Máxima Casa de Estudios, tanto en México como en el extranjero. 
Cuenta con el 'Programa de Uso de Inmuebles Históricos Propiedad de la UNAM y Exposiciones'https://www.fundacionunam.org.mx/conoce-los-recintos-historicos/
Ofrece Cursos y Diplomados con validez oficial https://www.fundacionunam.org.mx/educacion-continua/ Archivado el 2 de julio de 2021 en Wayback Machine.
Otorga Premios en conjunto con diversas instituciones públicas y privadas https://www.fundacionunam.org.mx/convocatoria-2/ Archivado el 9 de junio de 2021 en Wayback Machine.
Además, se encarga de generar proyectos de preservación como el proyecto Hemeroteca Nacional digital de México y la restauración del Palacio de Minería y la creación del Palacio de la Autonomía.

## Reconocimientos
- EFFIE Social 2012 de plata por la campaña Súmate.[2]
- EFFIE Social 2010 de oro.[3]